# Onthophagus dapcauensis
Onthophagus dapcauensis är en skalbaggsart som beskrevs av Antoine Boucomont 1921. Onthophagus dapcauensis ingår i släktet Onthophagus och familjen bladhorningar. Inga underarter finns listade i Catalogue of Life.